# Imunoglobulina M

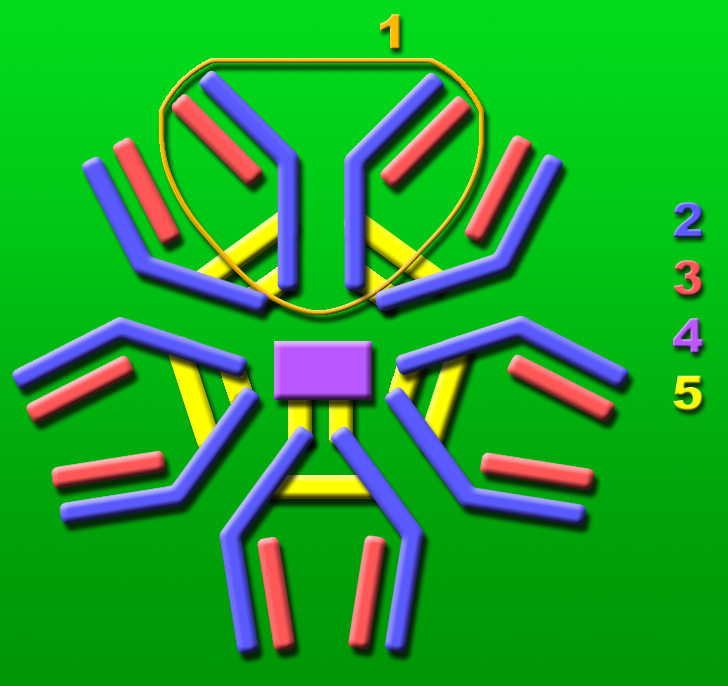
Molécula de IgM.

Imunoglobulina M (IgM) é um anticorpo. Perfaz aproximandamente 10% do conjunto de imunoglobulinas. Sua estrutura é pentamérica, sendo que as cadeias pesadas individuais têm um peso molecular de aprox. 65.000 daltons e a molécula completa tem peso de 970.000. As 5 cadeias são ligadas entre si por pontes dissulfeto e por uma cadeia polipeptídica inferior chamada de cadeia J. A IgM é encontrada principalmente no intravascular, sendo uma classe de anticorpos "precoces" (são produzidas agudamente nas fases agudas iniciais das doenças que desencadeiam resposta humoral). É uma proteína que não atravessa a placenta (por ser grande). É encontrada também na superfície dos linfócitos B de forma monomérica, realizando a função de receptor de antígenos.